# Al-Kafirun
Al-Kafirun (arabe : سُورَةُ ٱلْكَافِرُونَ, français : Les Infidèles) est le nom traditionnellement donné à la 109e sourate du Coran, le livre sacré de l'islam. Elle comporte 6 versets. Rédigée en arabe comme l'ensemble de l'œuvre religieuse, elle fut proclamée, selon la tradition musulmane, durant la période mecquoise.

## Origine du nom
Bien que ne faisant pas partie de la proclamation, la tradition musulmane a donné comme nom à cette sourate Les Infidèles, en référence au contenu du premier verset : "1. Dis : « Ô vous les infidèles ! [...] »".

## Historique
Il n'existe à ce jour pas de sources ou documents historiques permettant de s'assurer de l'ordre chronologique des sourates du Coran. Néanmoins selon une chronologie musulmane attribuée à Ǧaʿfar al-Ṣādiq (VIIIe siècle) et largement diffusée en 1924 sous l’autorité d’al-Azhar,, cette sourate occupe la 18e place. Elle aurait été proclamée pendant la période mecquoise, c'est-à-dire schématiquement durant la première partie de l'histoire de Mahomet avant de quitter La Mecque. Contestée dès le XIXe par des recherches universitaires, cette chronologie a été revue par Nöldeke,, pour qui cette sourate est la 45e.
Les sourates de la fin du Coran sont généralement considérées comme appartenant aux plus anciennes. Elles se caractérisent par des particularités propres. Elles sont brèves, semblent issues de proclamations oraculaires (ce qui ne signifie pas, pour autant, qu’elles en sont des enregistrements), elles contiennent de nombreux hapax...
Pour Nöldeke et Schwally, la quasi-totalité des sourates 69 à 114 sont de la première période mecquoise. Neuwirth les classe en quatre groupes supposés être chronologiques. Bien que reconnaissant leur ancienneté, certains auteurs refusent de les qualifier de « mecquoises », car cela présuppose un contexte et une version de la genèse du corpus coranique qui n’est pas tranchée. Cette approche est spéculative.
En effet, ces textes ne sont pas une simple transcription sténographique de proclamation mais sont des textes écrits, souvent opaques, possédant des strates de composition et des réécritures Cela n’empêche pas ces sourates de fournir des éléments contextuels (comme l’attente d’une Fin des Temps imminente chez les partisans de Mahomet). Ces textes sont marqués par une forme de piété tributaire du christianisme oriental. 
La plupart des chercheurs ont suivi l’avis des exégètes, qui la contextualise dans la vie de Mahomet, de considérer cette sourate comme appartenant à la première période mecquoise. Cette contextualisation que Bell considère comme vraisemblable ne repose pourtant  sur aucun fondement textuel, ni sur aucun texte contemporains. Elle est, pour Neuenkirchen, extrêmement douteuse, au vu du contexte religieux de l’Arabie préislamique. Certains exégètes ont estimé qu’elle était possiblement plus récente. Ils ont été suivis par Bell.

## Interprétations

### Versets 2-4: négation du polythéisme?
Cette section est composée d’une quadruple négation que Bell interprétait comme la rupture entre Mahomet et l’ancien paganisme. Pour Neuenkirchen, cela ne correspond pas au contexte d’abandon du paganisme en Arabie avant la naissance de l’islam.
Le verset 2 connaît cinq variantes de lecture attribuées aux imams chiites et possède plusieurs difficultés de traduction. Aucun détail n’est donné sur l’identité des personnages.
Puin a remarqué, en particulier, que les manuscrits anciens pouvaient suggérer que le la n’est pas une négation mais une écriture en plene d’une particule affirmative (« En effet/certes »). Cette hypothèse, séduisante, remettrait en question le sens même de la sourate, soulevant toutefois la problématique de son intégration dans l'histoire de sa composition.

Texte de la sourate (Coran datant de 1874)
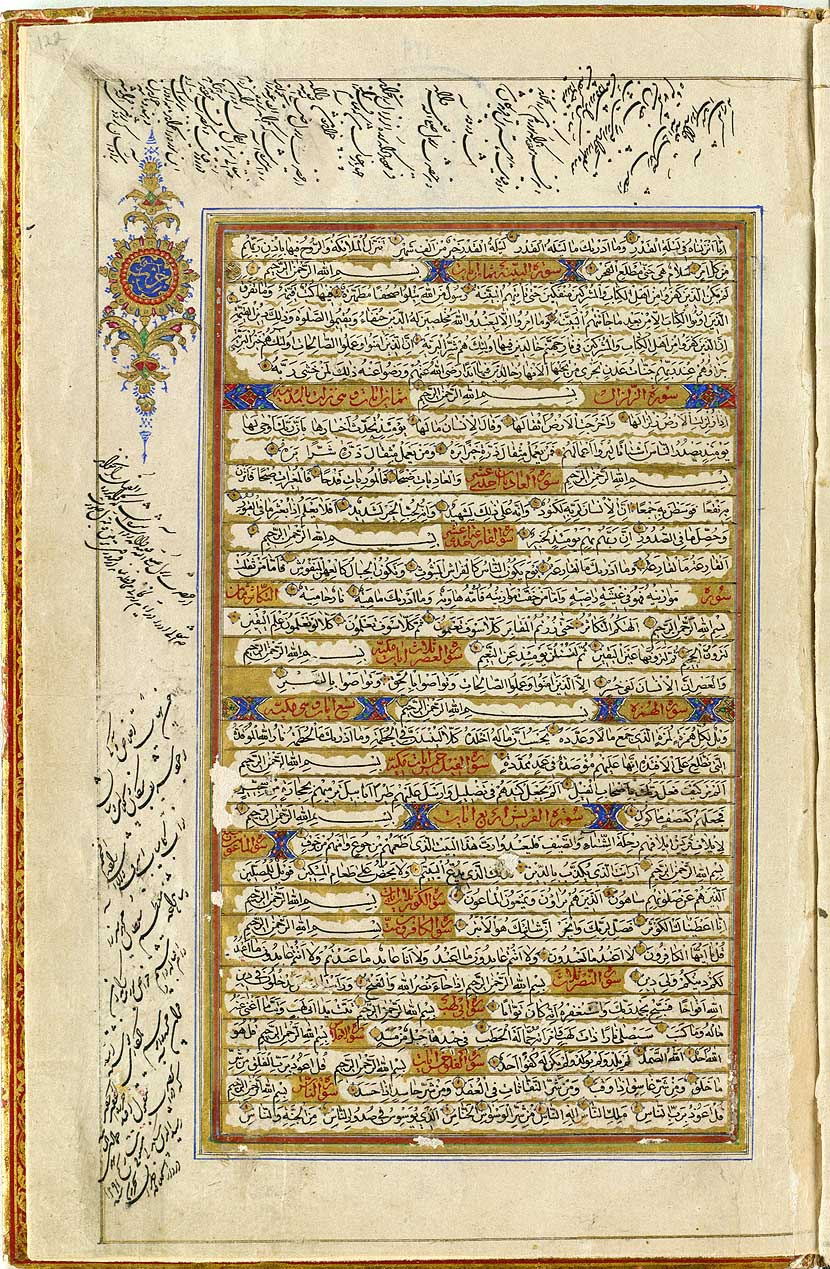